# Alloxycorynus bruchi
Alloxycorynus bruchi is een keversoort uit de familie Belidae. De wetenschappelijke naam van de soort is voor het eerst geldig gepubliceerd in 1911 door Heller.